# モナンテス・ポリフィラ
モナンテス・ポリフィラ（Monanthes polyphylla）はモナンテス属の多肉植物。小さな葉が密集した松笠のような外観が特徴。原産地では湿り気のある日陰の崖や岩の上に自生し、成長すると側枝を出して広がる。その独特の外観から観賞価値が高いが、夏季の高温多湿に弱く栽培が難しい種として知られている。

## 亜種と分布
モナンテス・ポリフィラは亜種を含めてカナリア諸島のテネリフェ島、ラ・パルマ島、ラ・ゴメラ島、グラン・カナリア島にのみ分布する。モナンテス・ポリフィラにはモナンテス・アミドロスと呼ばれる亜種の存在が確認されている。以降、簡略化のため、 M. polyphylla subsp. polyphylla をポリフィラ、 M. polyphylla subsp. amydros をアミドロスと表記することにする。
ポリフィラとアミドロスの特徴の違いは以下のようなものである。
ポリフィラ：
ロゼットの直径は6～10ミリで茎の太さは1mm、葉は高密度に密集する。
葉頂部のみに直径0.1ミリの小突起が見られる。
アミドロス：
ロゼットの直径は7～15(最大20)ミリで茎の太さは2mm、葉の密度は荒い。
葉頂部と周縁に直径0.2～0.3ミリの小突起が見られる。

1992年の報告ではグラン・カナリア島、テネリフェ島、ラ・パルマ島にポリフィラが分布し、ラ・ゴメラ島にはアミドロスが分布するとされていた。
しかし、2008年の報告では、ラ・パルマ島とラ・ゴメラ島の両方にアミドロスが存在し、ラ・パルマ島にはポリフィラが発見できなかったとされている。この情報では、ポリフィラはグラン・カナリア島、テネリフェ島のみに分布することになる。
文献によってはM. subcrassicaulis(M. subcrassicaulon)と呼ばれるポリフィラ、アミドロスと似た特徴を持つ種の存在が報告されている。しかし、近年の文献ではM. subcrassicaulisはアミドロスあるいはM. muralisの雑種に名前が割当てられた可能性を指摘している。